# Mannesmann
Mannesmann è un gruppo industriale tedesco che è stato fondato nel 1890 come produttore di tubi di acciaio con la denominazione Deutsch-Österreichische Mannesmannröhren-Werke AG. Nel ventesimo secolo la gamma produttiva della Mannesmann venne accresciuta e la società si espanse in svariati settori – a partire dai più diversi prodotti siderurgici e attività commerciali, fino al settore ingegneristico dell'industria meccanica ed elettrotecnica, al settore automobilistico e a quello delle telecomunicazioni. A partire dal 1955, la Holding del Gruppo, con sede principale a Düsseldorf, ha assunto la denominazione Mannesmann AG.
Il particolare successo delle attività del gruppo nel settore delle telecomunicazioni, avviato nel 1990, è stata la principale causa che motivò l'acquisizione della Mannesmann nel 2000 da parte della società inglese della telefonia Vodafone – che ancora oggi rappresenta una delle più rilevanti operazioni di acquisizione a livello mondiale. All'epoca, il Gruppo Mannesmann contava 130.860 dipendenti nel mondo e vantava un fatturato di 23,27 miliardi di Euro.
Il nome Mannesmann ha cessato di esistere nei settori dell'engineering, dell'industria automobilistica e delle telecomunicazioni subito dopo la sua acquisizione da parte di Vodafone; peraltro esso vive ancora nel settore siderurgico, in particolare nel settore industriale dei tubi di acciaio, in quanto la società siderurgica tedesca Salzgitter AG acquisì, insieme al marchio Mannesmann, la divisione della Mannesmann più ricca di tradizione, vale a dire quella della Mannesmannröhren-Werke AG (oggi Mannesmannröhren-Werke GmbH), operante nella produzione di tubi.

## Storia

### Costituzione e crescita come produttore internazionale di tubi

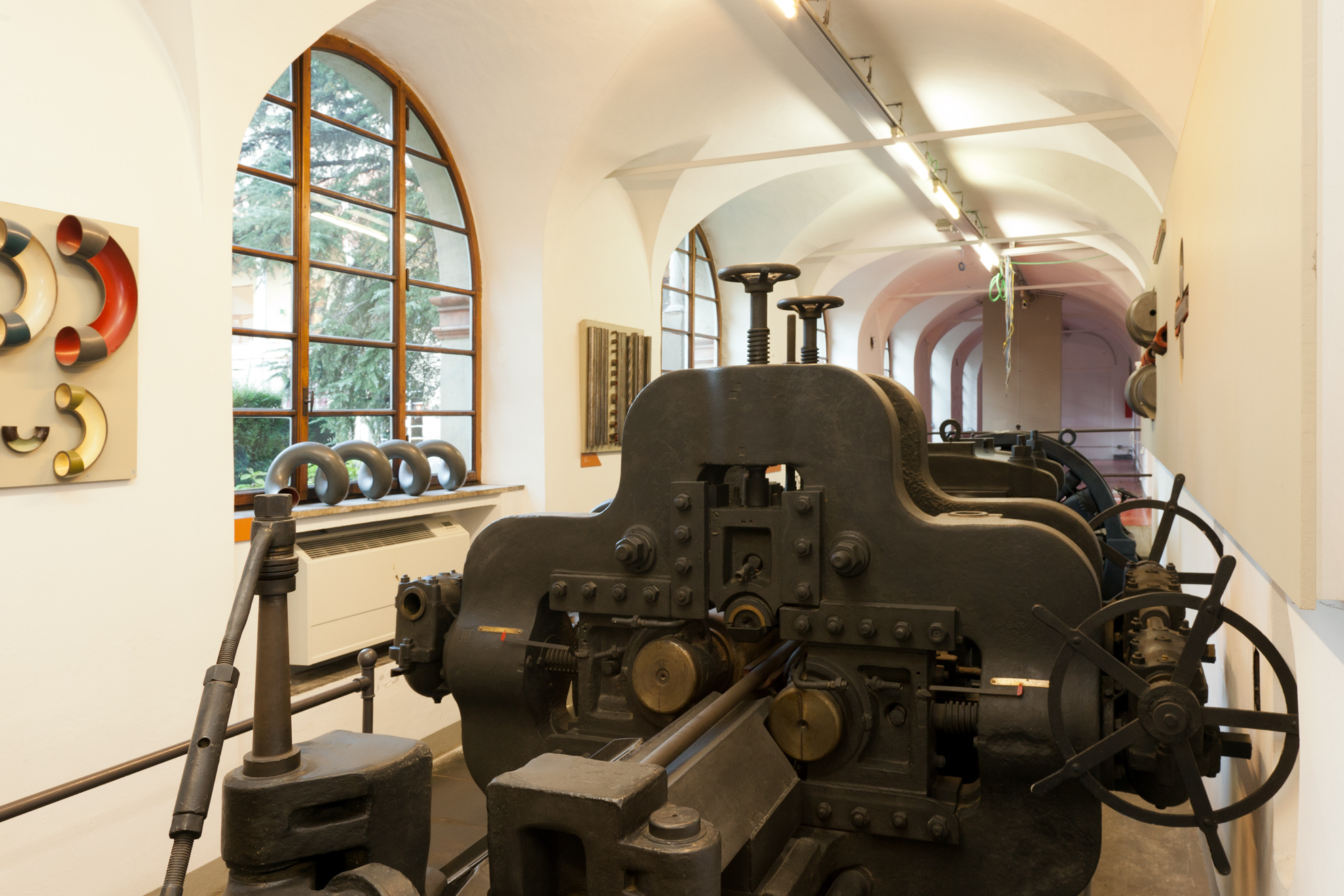
Laminatoio Mannesmann in uso alle acciaierie Dalmine. Museo della scienza e della tecnologia Leonardo da Vinci di Milano.

Nel 1886, i fratelli tedeschi Reinhard (1856- 1922) e Max Mannesmann (1857- 1915) ottennero il primo brevetto mondiale per aver inventato l'anno precedente un procedimento per la laminazione di tubi di acciaio senza saldatura. Fra il 1887 ed il 1889 essi fondarono alcuni tubifici, insieme a diversi partner industriali, a Bous/Germania, a Komotau/ Boemia, Germania (ora Repubblica Ceca), a Landore/Galles e nella loro stessa città natale Remscheid/Germania. Nel 1890, a causa di problemi di natura finanziaria e tecnica legati all'avviamento delle società, i tubifici presenti sul continente furono riuniti nella società Deutsch-Österreichische Mannesmannröhren-Werke AG. La nuova società stabilì la sua sede principale a Berlino. Reinhard e Max Mannesmann crearono il primo consiglio di amministrazione, ma lo lasciarono già nel 1893. Nello stesso anno il quartier generale della società fu trasferito a Düsseldorf – all'epoca il cuore industriale tedesco del settore dei tubi. Nel 1908 la società cambiò nome in Mannesmannröhren-Werke AG.
Negli anni seguenti il posizionamento della società nelle attività di export, peraltro già importanti fin dal suo inizio, fu consolidato e si espanse grazie all'acquisizione del tubificio Mannesmann di Landore/Galles e grazie alla costituzione di un tubificio Mannesmann a Dalmine/Italia. Sedi secondarie per lo stoccaggio e per le attività commerciali dirette, a volte comprendenti anche officine di lavorazione dei tubi e strutture operanti nella costruzione di condotte, furono costituite in cooperazione con società locali ben avviate in tutto il mondo, con particolare riferimento all'America Meridionale, all'Asia e al Sudafrica. Inoltre, Mannesmannröhren-Werke acquisì attività di produzione di tubi di acciaio saldati, di tubi di acciaio inossidabile e di tubi di altro tipo. La società divenne il principale produttore a livello mondiale nel settore dei tubi e delle tubazioni di acciaio.

### Espansione fino a divenire un Gruppo industriale integrato nei settori del carbone e dell'acciaio
Nei primi decenni della sua esistenza, Mannesmann è stato un mero produttore e, come tale, in grande misura dipendente dalle forniture da parte di terzi per le necessarie materie prime. Al fine di ridurre i rischi conseguenti, nella prima metà del ventesimo secolo la società ha iniziato a espandersi verticalmente fino a divenire un Gruppo integrato nei settori del ferro e dell'acciaio. Il Gruppo disponeva di minerale di ferro e carbone, di acciaierie e di impianti di trasformazione propri, nonché di una divisione commerciale integrata. Negli anni cinquanta, Mannesmann ha costruito tubifici in Brasile, Canada e Turchia.

### Ulteriore diversificazione
Nel 1955, la holding di controllo del Gruppo cambiò nome in Mannesmann AG. Il Gruppo ha continuato a svilupparsi come gruppo industriale integrato, altamente diversificato. I settori del Gruppo operanti nell'engineering e nell'industria automobilistica vennero fusi nei tardi anni sessanta; il processo coinvolse società rilevanti e nomi famosi come, ad esempio, Rexroth, Demag, Dematic, Sachs, VDO, Boge, Kienzle e Krauss-Maffei. All'interno del Gruppo Mannesmann alcune di queste società si svilupparono a livello mondiale fino a divenire leader del mercato nelle loro rispettive aree di attività.

### Telecomunicazioni
Nel 1990, a seguito della liberalizzazione del mercato tedesco delle telecomunicazioni, Mannesmann avviò un nuovo settore di attività per la gestione della prima rete cellulare di proprietà privata in Germania, nota come D2 Mannesmann. La società di gestione della rete venne denominata Mannesmann Mobilfunk GmbH. Essa rappresentava il principale concorrente di Deutsche Telekom, l'operatore locale tedesco, ovvero la T-Mobile, nota anche come D1. Mannesmann ampliò inoltre la sua divisione operante nelle telecomunicazioni fornendo servizi integrati associati alle reti telefoniche fissa e mobile, Internet e al commercio on-line, con società in Germania, Italia, Regno Unito e Austria.

### Acquisizione da parte di Vodafone e relative conseguenze
La divisione di Mannesmann operante a livello europeo nelle telecomunicazioni ottenne un successo straordinario, tanto che nel 1999 il Gruppo Mannesmann elaborò un progetto per il suo scorporo dalle altre divisioni. Mediante la sua quotazione in borsa sotto il nome Mannesmann Atecs AG, le divisioni industriali coinvolte avrebbero dovuto essere concentrate in una società separata, che sarebbe divenuta una delle più grandi società quotate nell'indice della borsa tedesca DAX 30. Tuttavia, prima che questo progetto potesse concretizzarsi, nel 2000 ebbe luogo una storica battaglia in borsa, durata diversi mesi, che si concluse con l'acquisizione della Mannesmann da parte della società inglese Vodafone, operante nella telefonia mobile. Il 4 febbraio 2000, il consiglio di amministrazione (Aufsichtsrat) della Mannesmann approvò il takeover al prezzo di 190 miliardi di Euro, che rappresentava allora il più alto prezzo mai pagato fino a quel momento ed ancora oggi rappresenta uno dei più elevati prezzi mai pagati per un takeover. La divisione telecomunicazioni della Mannesmann venne conseguentemente incorporata nel Gruppo Vodafone, mentre le altre divisioni furono rivendute, subito dopo la loro acquisizione, a varie società. Le radici storiche della Mannesmann, ovvero le attività di produzione di tubi della Mannesmannröhren-Werke AG, furono vendute alla Salzgitter AG, che ancora oggi le gestisce sotto il marchio Mannesmann.

## Controversie
Nel corso della seconda guerra mondiale, quando la società era guidata dall'attivista del partito nazista Wilhelm Zangen, furono impiegati lavoratori schiavi nei suoi laminatoi. A causa del suo coinvolgimento, Zangen fu detenuto per quattro mesi in prigione, ma nondimeno mantenne in Mannesmann un ruolo dirigenziale di alto livello, fino al suo pensionamento, avvenuto nel 1966.
Nel 2000, Mannesmann fu acquisita da Vodafone Group Plc. mediante un concambio (steuerfrei, cioè detassato) a livello di 53,7 azioni Vodafone per ciascuna azione Mannesmann. Si trattò di un'acquisizione piuttosto controversa, giacché mai fino ad allora in Germania una società tanto grande e florida come Mannesmann era stata oggetto di acquisizione mediante una scalata ostile da parte di una società non tedesca. Si riteneva che la fusione fosse stata concepita nel corso di una trattativa privata fra il management di Mannesmann e quello di Vodafone. L'acquisizione fu guidata dal Chief Executive di Vodafone, Chris Gent e da quello di Goldman Sachs, Scott Mead, che allora operava come chief advisor dell'operazione. Sia le circostanze della trattativa che anche l'entità particolarmente elevata (non solo rispetto alle normali consuetudini tedesche) delle somme riconosciute a titolo di buonuscita ai manager della società portarono nel 2004 all'apertura di un procedimento presso il tribunale provinciale di Düsseldorf – il cosiddetto Mannesmann trial. Gli imputati, fra cui il presidente del supervisory board al momento dell'acquisizione, Josef Ackermann, e il precedente CEO di Mannesmann, Klaus Esser, furono in un primo momento pienamente assolti dalla corte. Tuttavia, a seguito della revisione del processo, la Corte federale di giustizia dispose l'annullamento della sentenza opposta e rinviò quindi il giudizio a un nuovo procedimento presso il tribunale provinciale. Il 29 Novembre 2006 il processo si concluse con l'accordo conciliativo dei difensori per accomodamenti dell'entità di milioni di Euro.
Tra le condizioni che furono concordate in sede di acquisizione, Mannesmann incluse quella che Vodafone avrebbe dovuto mantenere il nome e il marchio di Mannesmann anche con la nuova proprietà. Questa condizione fu approvata e fu quindi annunciata l'acquisizione. Tuttavia, poco tempo dopo, Vodafone la rinnegò e cambiò marchio.

## Imprese individuali
Mannesmann Arcor era una società di telefonia fissa e Internet. Era parzialmente posseduta da Vodafone fino al maggio 2008, quando Deutsche Bahn (18.17 %) e Deutsche Bank (8.18 %) cedettero le proprie quote a Vodafone.
Nel settembre 1997 crea con Olivetti, Oliman Holding B. V. che deteneva il 100% di Omnitel Pronto Italia S.p.A. e di Infostrada S.p.A.. Le quote erano Olivetti al 75% e Mannesmann al 25%. Nel 1999 Mannesmann acquista da Olivetti il rimanente 49.9% di Oliman, acquisendone il totale controllo. Nel novembre 1999 acquista la compagnia di telecomunicazioni francese Orange. Nel 2001 cede Infostrada a ENEL.
Nel 1995 in cordata con altre aziende acquisisce Italimpianti, dal gruppo IRI.